# Kápolna-barlang
A Kápolna-barlang a Duna–Ipoly Nemzeti Parkban elhelyezkedő Pilis hegységben, Budakalász területén található egyik barlang, amely turista útikalauzokban is szerepel.

## Leírás
A Nagy-Kevély É-i oldalán, a csúcstól ÉK-re 230 m-re, az Ördög-lépcsőtől 200 m-re, a piros négyzet jelzésű turistaúttól a csúcs felé 50 m-re, nagy sziklakibúvás tetején található a barlang függőleges tengelyirányú, 2×1,8 m-es bejárata. Az Ördöglépcső-sziklaüregtől Ny-ra kb. 100 m-re és feljebb nyílik.
Freatikus körülmények között fehér vastagpados felső triász dachsteini mészkőben keletkezett. Felszakadt bejárati része nagy méretű terembe, a Kápolnába vezet. A Kápolnából egy lejtős részen és a Lapítón keresztül a Március 15. terembe lehet jutni, majd a teremből a barlang többi részébe. Néhány helyen cseppkövek figyelhetők meg járataiban. A lezáratlan barlang vízszintes kiterjedése 26,5 m. Barlangjáró alapfelszereléssel és engedély nélkül látogatható.
1964-ben volt először Kápolna-barlangnak nevezve a barlang az irodalmában. Előfordul a barlang az irodalmában Kápolna barlang (Bertalan 1976) néven is.

## Kutatástörténet
1963-ban az Építőipari és Közlekedési Műszaki Egyetem Ásvány- és Földtani Tanszékének Barlangkutató Csoportja eredménytelenül bontotta és ezért a következő évre nem kért kutatási engedélyt a barlang kutatásához. 1965-ben a Szabó József Geológiai Technikum Barlangkutató Csoportnak volt kutatási területe és ebben az évben a csoport tagjai bejárták. Az 1966. évi Karszt- és Barlangkutatási Tájékoztatóban publikált csoportjelentésben szó van arról, hogy 1966 őszén, a területen lévő barlangok közül az egyetlen olyan barlangban, a Kápolna-barlangban, amelyben a csoport még nem kutatott, a csoport tagjai próbabontást végeztek. Még kezdetleges a törmelékben ásott kutatóakna, de biztatónak látszik a folytatása. A bontó munkával sok recens csontmaradvány, pl. egy gyűrűzött denevércsontváz került elő.
1967-ben a csoport két tagja, Pék Péter és Kordos László felmérték a barlangot vesztett pontokkal, poligon mentén, freibergi függőkompasszal és fokívvel, valamint a felmérés alapján Kordos László szerkesztette és rajzolta meg a barlang alaprajz térképét, keresztmetszet térképét és hossz-szelvény térképét. A felmérés alapján a barlang hossza 13 m és mélysége 6 m. A Szabó József Geológiai Technikum Barlangkutató Csoport 1967-es jelentése szerint a csoport 1967-ben poligon mentén, függőkompasszal és fokívvel felmérte a Kápolna-barlangot, amely a csoport egyik munkahelyén lévő karsztobjektum. Ebben az évben a csoport tagjai aknát ástak benne, amelynek alja elérte a szálkőzetet és ezért elakadt a feltáró munka. Tervezték, hogy kézi fúrással lyukakat mélyítenek, amelyek alapján eldönthetik, hogy hol legyen az új akna helye. Ebben a barlangban is, ahogy általában a Kevély-csoport többi barlangjában is a nagyon sok törmelék és agyag miatt csak nagyüzemi módszerekkel lehetne feltáró munkát végezni.
1968 tavaszán a csoporttagok valószínűleg erdei fülesbagoly köpetet találtak benne, amely friss volt és amelyből Kordos László meztelencsigát, kecskebékát, békát, erdei pockot, nagy pelét, egeret, vakondot és törpecickányt határozott meg. 1968-ban is ástak a tagok árkot. 1969-ben Sánta T. és Forgács Jenő rovarokat gyűjtöttek, amelyek nem kerültek meghatározásra.
1970. április 11-én és 1970. május 10-én a Szpeleológia Barlangkutató Csoport két tagja, Nagy László és Forgács Jenő klimatológiai méréseket végeztek Assmann-féle aspirációs pszichrométerrel. 1970 nyarán látták a baglyot, amikor a bagoly kirepült a barlangból. A bagoly valószínűleg azonos volt a Kevély-nyergi-zsombolyban lakóval és a Kápolna-barlang csak az ideiglenes pihenőhelye lehetett. A csoport 1970. évi jelentésében részletesen le van írva. A jelentés szerint néhány újkori cserépedény-töredék került a napvilágra belőle. A barlangról Kordos László színes diát készített és jobbra a bejárattól néhány sziklatömb omlásveszélyes a mennyezeten.
Az 1974-ben megjelent Pilis útikalauz című könyvben, a Pilis hegység és a Visegrádi-hegység barlangjainak jegyzékében (19–20. old.) meg van említve, hogy a Pilis hegység és a Visegrádi-hegység barlangjai között van a Kápolna-barlang. A Pilis hegység barlangjait leíró rész szerint a Kápolna-barlang az Ördög-lépcsőtől 200 m-re, a Nagy-Kevély csúcsától ÉK-re 230 m-re, a piros négyzet jelzésű turistaúttól a csúcs felé 50 m-re, az erdőhatár felett 50 m-re helyezkedik el. 13 m hosszú, pusztuló és valószínűleg hévizes eredetű barlang. Az 1975. második félévi MKBT Beszámolóban megjelentek a barlang 1967-ben készült térképei.

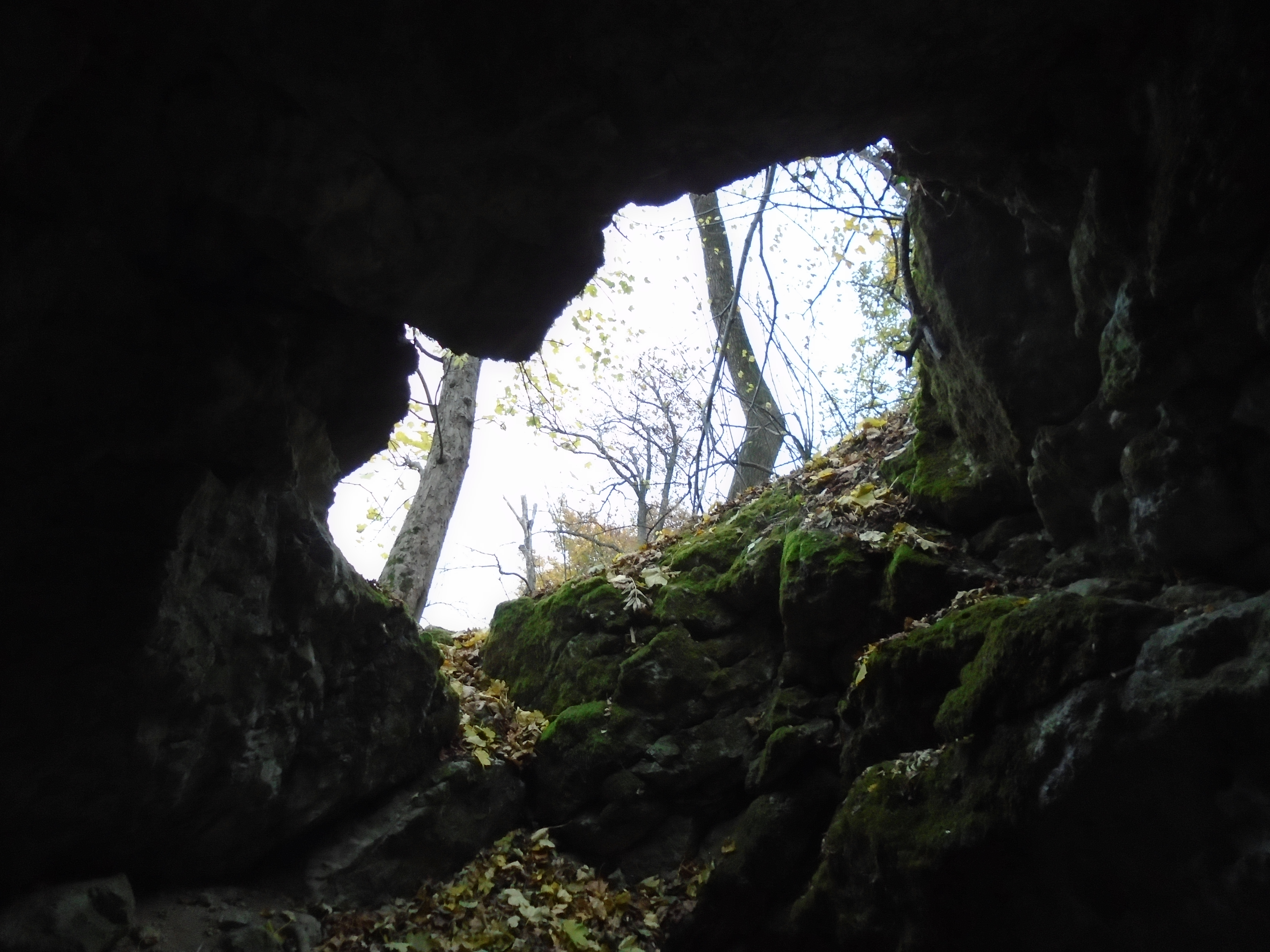
A Kápolna-barlang bejárati része belülről fényképezve

Az 1976-ban befejezett Magyarország barlangleltára című kéziratban az olvasható, hogy a Kápolna barlang a Pilis hegységben, a Kevély-csoportban, Budakalászon helyezkedik el. A Nagy-Kevély É-i oldalán, a csúcstól ÉK-re 230 m-re, a turistaúttól 50 m-re van bejárata. 13 m hosszú és 6 m mély barlangroncs, amely hévizes keletkezésű. A kézirat barlangra vonatkozó része 2 irodalmi mű alapján lett írva. Az 1981. évi Karszt és Barlang 1–2. félévi számában nyilvánosságra lett hozva, hogy a Kápolna-barlangnak 4820/10. a barlangkataszteri száma.
Az 1983. évi Karszt és Barlangban van egy olyan ábra, amelyen a Pilis hegység Pilis hegytől Dunáig terjedő részének hossz-szelvénye látható. A rajzon megfigyelhető a terület jelentős barlangjainak földrajzi elhelyezkedése és az, hogy a barlangok mekkora tszf. magasságban helyezkednek el. Az ábrán szerepel a 380 m tszf. magasságban elhelyezkedő Kápolna-barlang. A barlang 4 m hosszú és 3 m mély. Az 1984-ben kiadott Magyarország barlangjai című könyv országos barlanglistájában szerepel a Pilis hegység barlangjai között a barlang Kápolna-barlang néven. A listához kapcsolódóan látható a Dunazug-hegység barlangjainak földrajzi elhelyezkedését bemutató 1:500 000-es méretarányú térképen a barlang földrajzi elhelyezkedése. 1989 októberében Kárpát József és Visnyei Zsolt felmérték a barlangot, majd a felmérés alapján elkészült a Kápolna-barlang alaprajz térképe és keresztmetszet térképe. A térképek 1:100 méretarányban ábrázolják a barlangot.

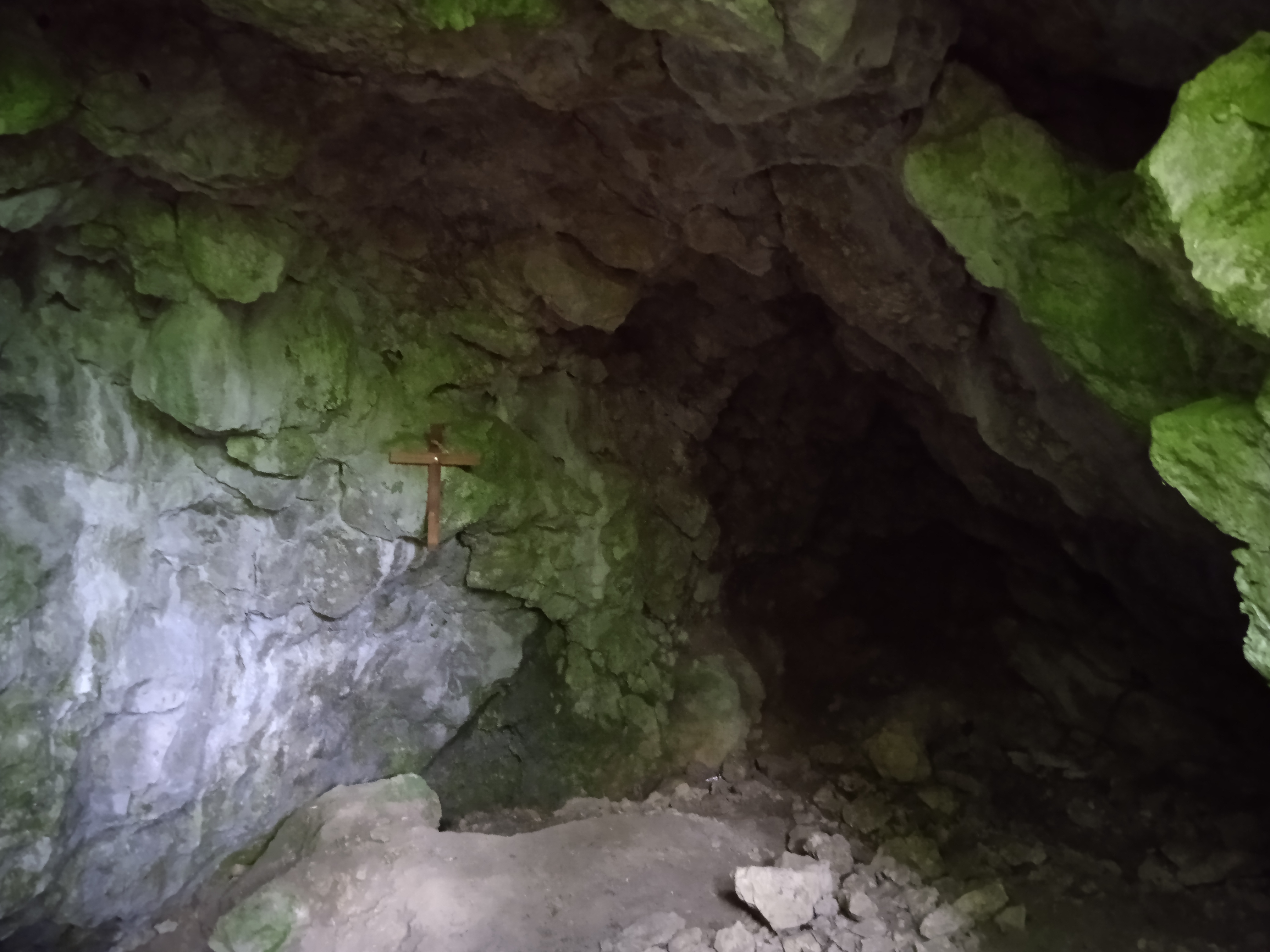
A Kápolna-barlang belsejének részlete

Kárpát József 1990-ben készített kéziratában az van írva, hogy a Kápolna-barlang (Budakalász) bejárata a Nagy-Kevély ÉK-i oldalában, az Ördöglépcső-sziklaüregtől ÉNy-ra 150 m-re, kb. 490 m tszf. magasságban van. A piros négyzet jelzésű turistaúttól DNy-ra 80 m-re, a turistaúttól kb. 30 m-rel magasabban, egy 5 m-es sziklafal felett lévő lejtőn helyezkedik el a barlang bejárata. 3×2,5 m-es felszakadása bevezet a barlang egyetlen üregébe, amely csarnokszerű. A terem D-i oldalán lejtős, törmelékkel feltöltődött járatkezdemény kezdődik. Ásatási nyomok figyelhetők meg a 9 m hosszú és 4,5 m mély barlang belső részén. Nem érdemes kutatni, de esőben jó menedéket nyújt. Fosszilis cseppkőlefolyások és kondenzvizes borsókövek képződményei. A kéziratba bekerült a barlang 1989-ben készült alaprajz térképe és keresztmetszet térképe.
Az 1990. évi MKBT Műsorfüzetben közölve lett, hogy a Benedek Endre Barlangkutató Csoport talált egy felszakadt barlangüreget, amely a Kevély-hegyen (Pilis hegység), Üröm határában, a piros négyzet jelzésű turistaút mellett helyezkedik el. Az üreg 10 m hosszú és 3 m széles. A csarnok falai 3 m magasra nyúlnak. Elkezdték a csoport tagjai kutatni a helyet és elérték a barlang szálkőzetét. Erős huzat érezhető a barlang alján. Elképzelhető, hogy ez az üreg egy zsomboly kezdete. A Kivonulás-barlang és a Nagy-Kevélyen talált barlang kutatásában Fogel Péter, Krekács Károly, Récsey Gábor, Balogh Erzsébet, Zsanda Géza, Tóth István, Lieber Tamás, Janositz Lóránd, Mielec Péter, Hertlik Tamás, Simon Krisztián és Fekete Ferenc vesznek részt.

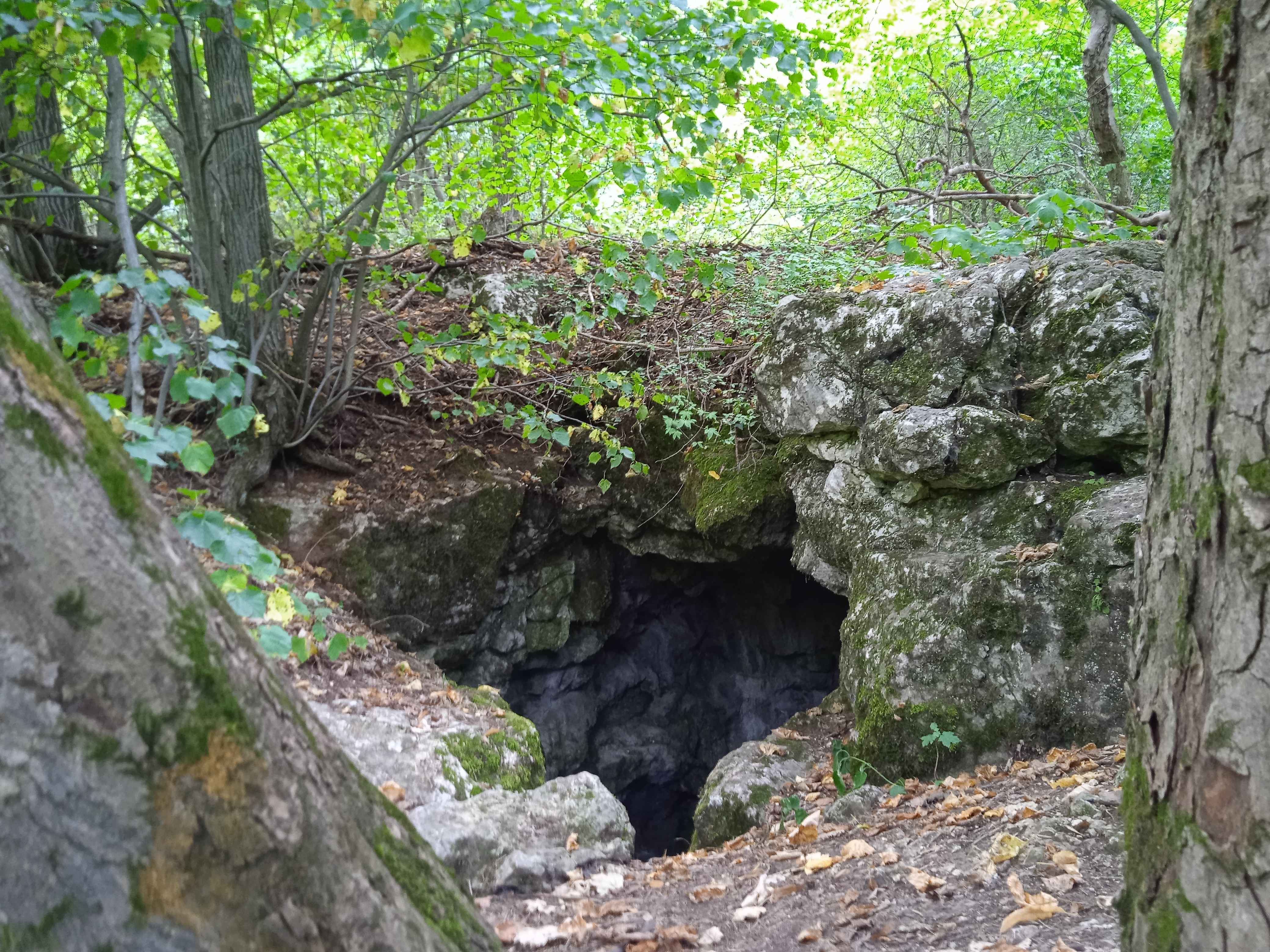
A Kápolna-barlang bejárata

A Kárpát József által 1991-ben írt kéziratban meg van említve, hogy a Kápolna-barlang (Budakalász) 9 m hosszú és 4 m mély. Az 1991-ben megjelent A Pilis és a Visegrádi-hegység című könyvben le van írva röviden és a leírás majdnem megegyezik az 1974-ben kiadott útikalauz leírásával. 2004. augusztus 22-én a Jakucs László BTE mérte fel a barlangot, majd a felmérés alapján, 2004. decemberben Szabó R. Zoltán szerkesztette meg a barlang alaprajz térképét, 8 keresztszelvény térképét és hosszmetszet térképét. A felmérés alapján a barlang 70,92 m hosszú, mélysége 16,22 m és vízszintes kiterjedése 26,5 m. A 2013. évi Barlangkutatók Szakmai Találkozóján Szabó Géza előadást tartott A barlangi keresztes pókok (Meta menardi) folyamatos megfigyelése a Kápolna-barlangban (Kevély-hegy, Pilis hegység) címmel, valamint Nagy Gergely Domonkos és Szabó Emőke tartottak egy előadást Régészeti leletek a Kápolna-barlangban címmel.
A 2020. évi Zsákfalvi Riporterben megjelent ismertetés szerint csak egy ok miatt lehet belegabalyodni az Ördöglépcső nevű sziklás rész útvesztőjébe, és ez az ok az, ha a Kápolna-barlangot keresi valaki. A barlang híven a megszentelt helyek ősi menedékfunkciójához, oltalmat kínál a betérőnek az elhagyatott hegyoldalon. A felhasadt kőben tényleg egy kápolnányi méretű terem nyílik, amely tág és barátságos hely, ahová szívesen belép az ember. Egyik sarkából lefelé alagút indul, egy csúszdaszerű szűkület, amely egy mélyebben elhelyezkedő újabb terembe vezet, ahonnan több járat is indul tovább az ismeretlenbe. A cikkhez mellékelve lett egy színes fénykép, amelyen a barlang bejárata látható.
A 2021. évi MKBT Tájékoztatóban Fogel Péter felhívást tett közzé, amely szerint Fogel Péterék néhány évtizede ígéretes kutatási pontokat találtak, melyek lelkes feltáróikat azóta is várják. Érdemes lenne megint megvizsgálni ezeket a pontokat. A Pilis hegyi Kápolna-barlang feltárása során három termet fedeztek fel, amelyek cseppkövesek, és a barlangban rábukkantak a barlangi ősember nyomaira. A kutatás egy ideig szünetelt technikai okok miatt, majd a Benedek Endre Barlangkutató és Természetvédő Egyesület folytatta a munkát. Az egyesület támogatná a kutatás iránt érdeklődőket.

## További irodalom
- Szenthe István: Karsztjelenségek és képződményeik fejlődéstörténete a Nagy-Kevély környékén. Egyetemi szakdolgozat. Kézirat. Budapest, 1969.